# Benkovec
Benkovec es una localidad de Croacia en el municipio de Bednja, condado de Varaždin.

## Geografía
Se encuentra a una altitud de 259 m s. n. m. a 73,6 km de la capital nacional, Zagreb.

## Demografía
En el censo 2011, el total de población de la localidad fue de 238 habitantes.
| Gráfica de población de Benkovec 1857-2011                          |
|                                                                     |
| Según los censos de población de la oficina estadística de Croacia. |